# Reptilian

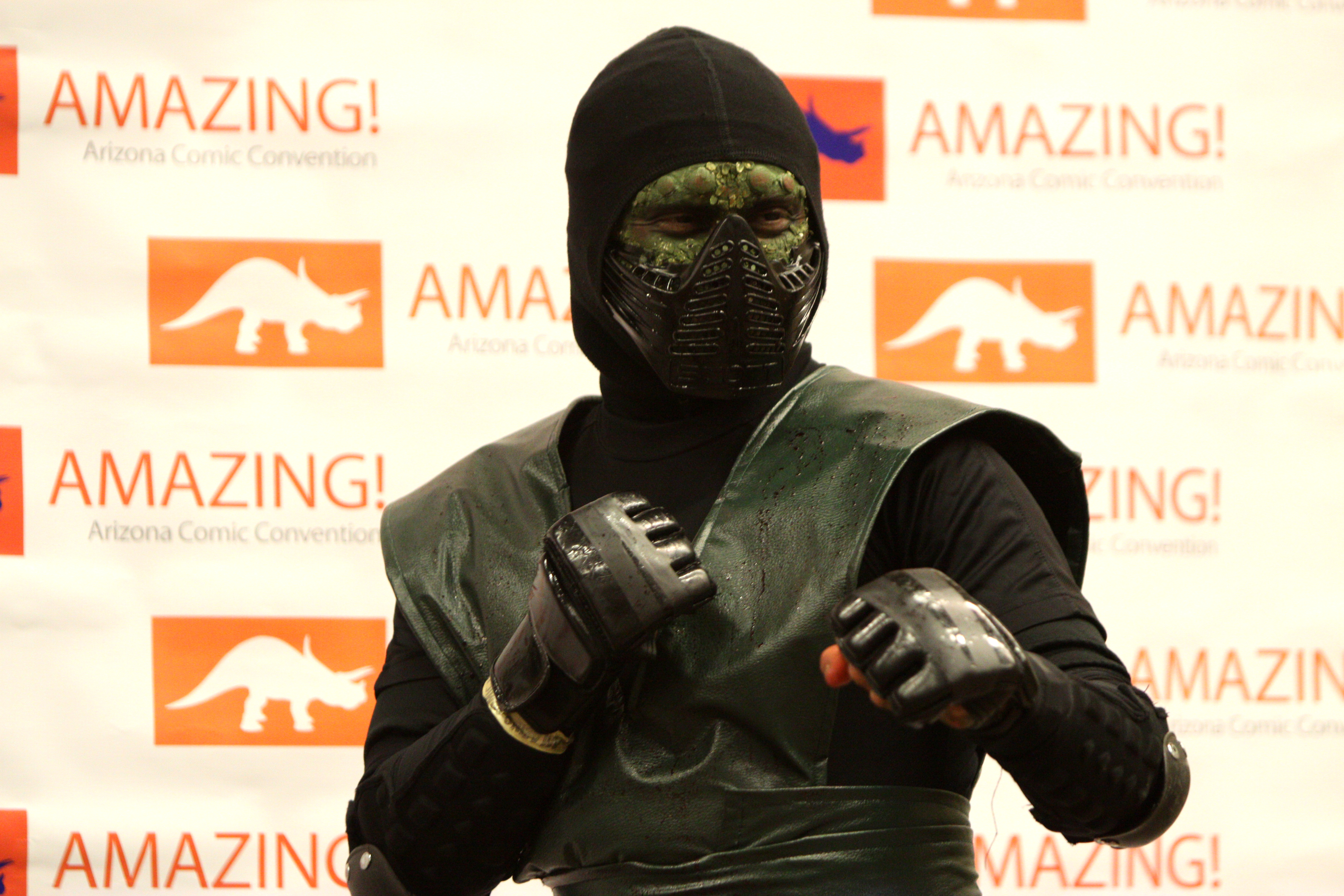
Gage Skidmore als cosplayer

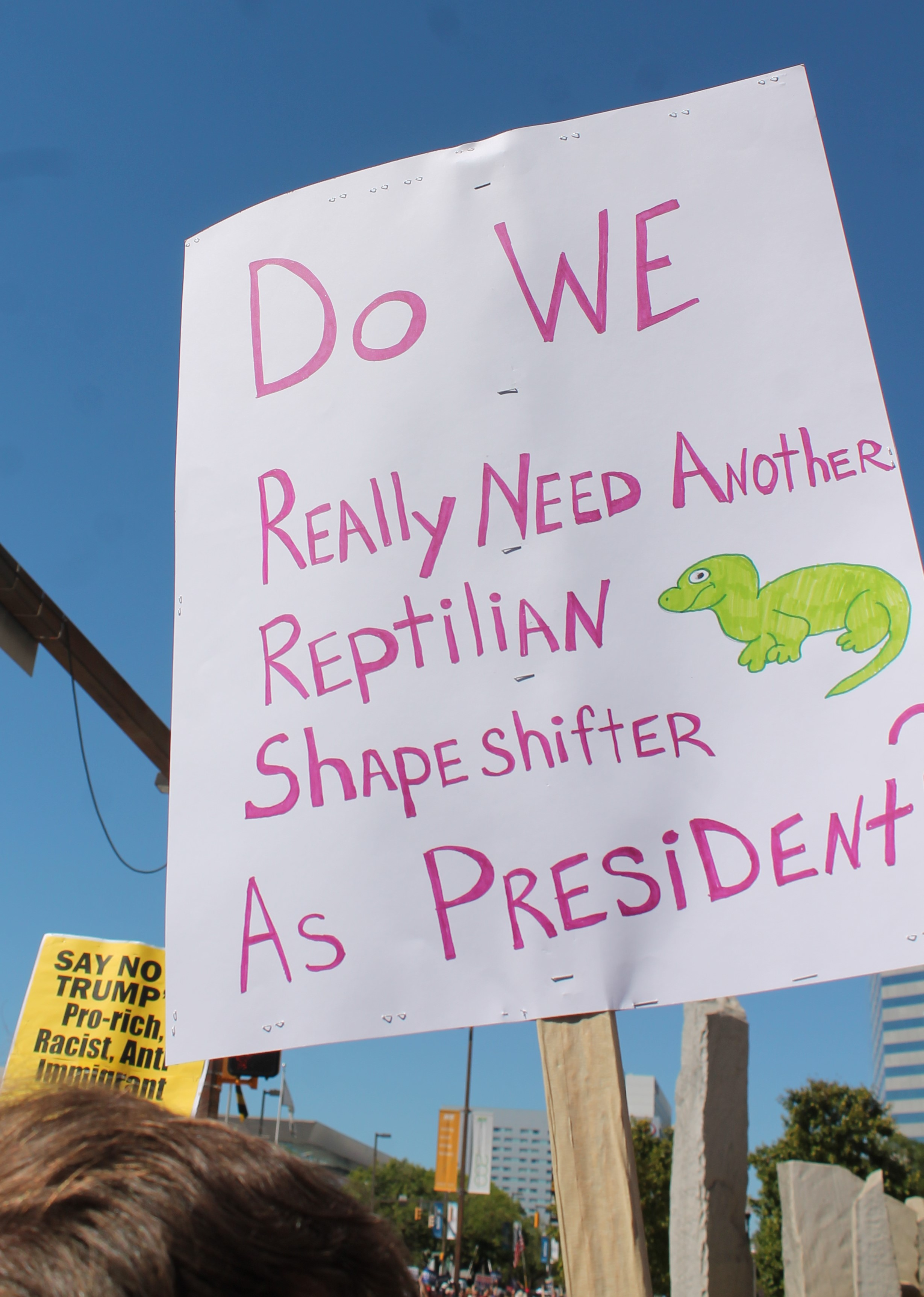
Anti-Trump-demonstratie bij de verkiezingen in 2016: Hebben we echt nog een reptielachtige gedaantewisselaar nodig als president?

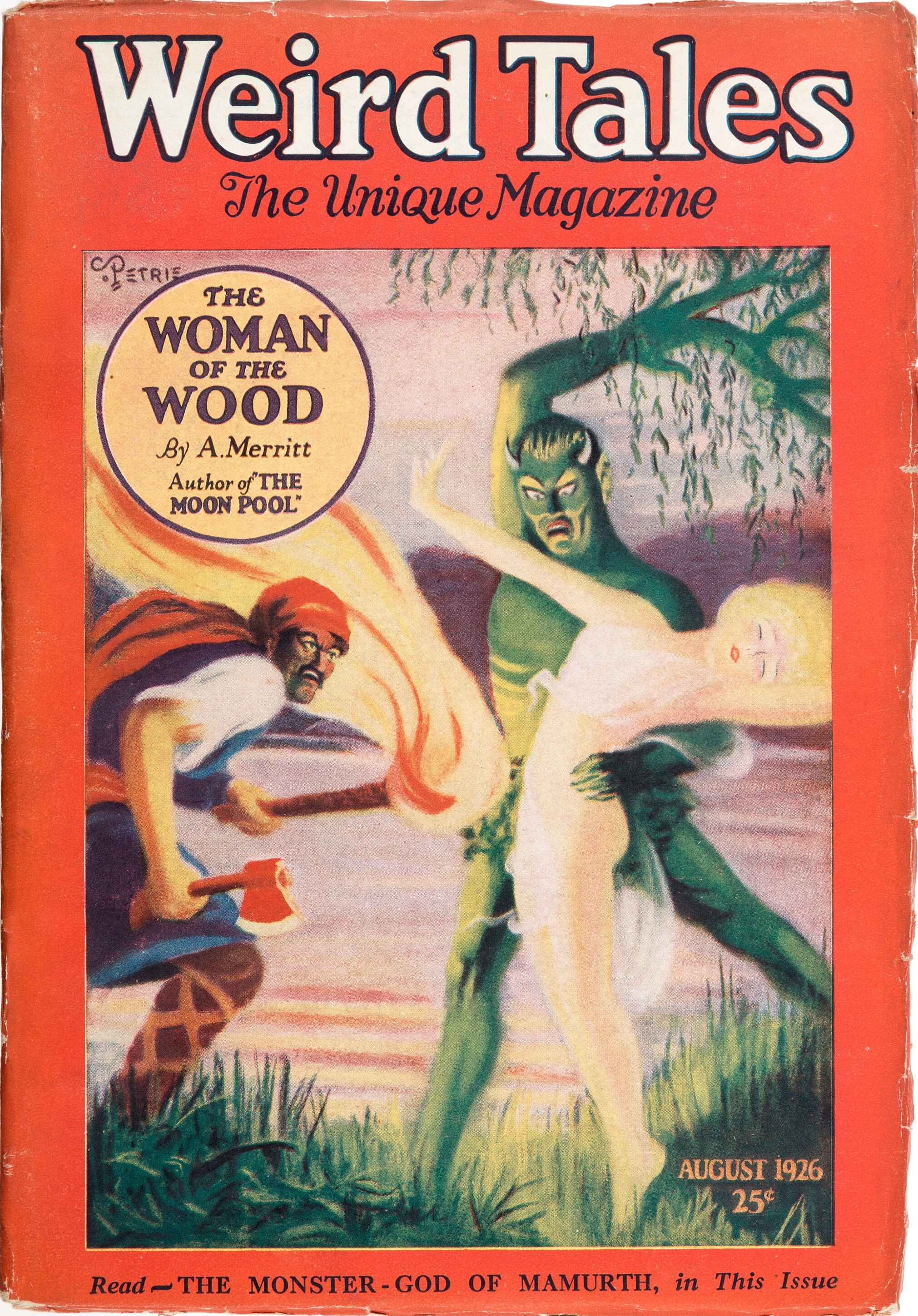
Weird Tales, augustus 1926

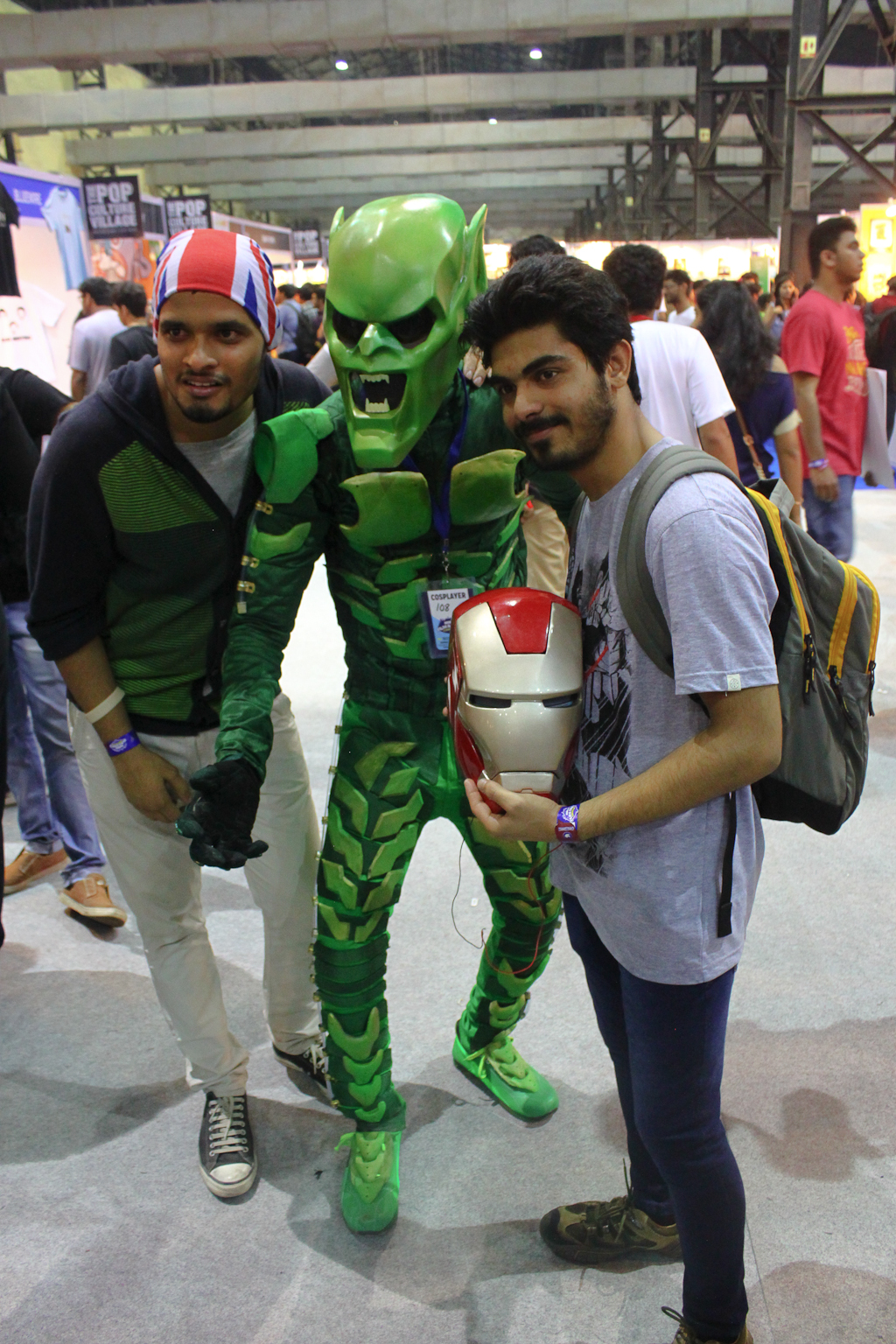
Cosplay van de Green Goblin: niet expliciet aangeduid als reptilian, wel met diverse kenmerken

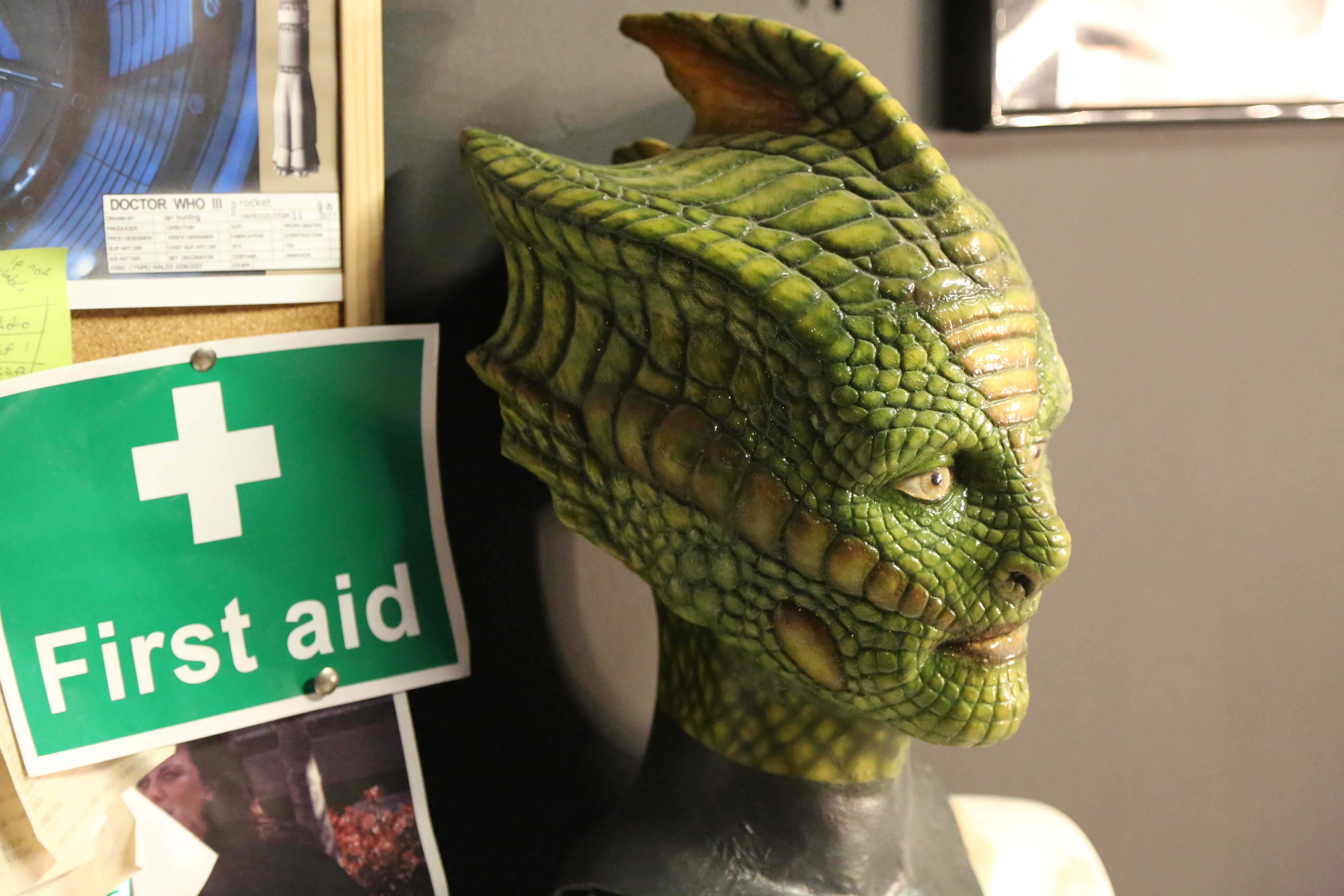
Cosplay van Siluriër in Doctor Who

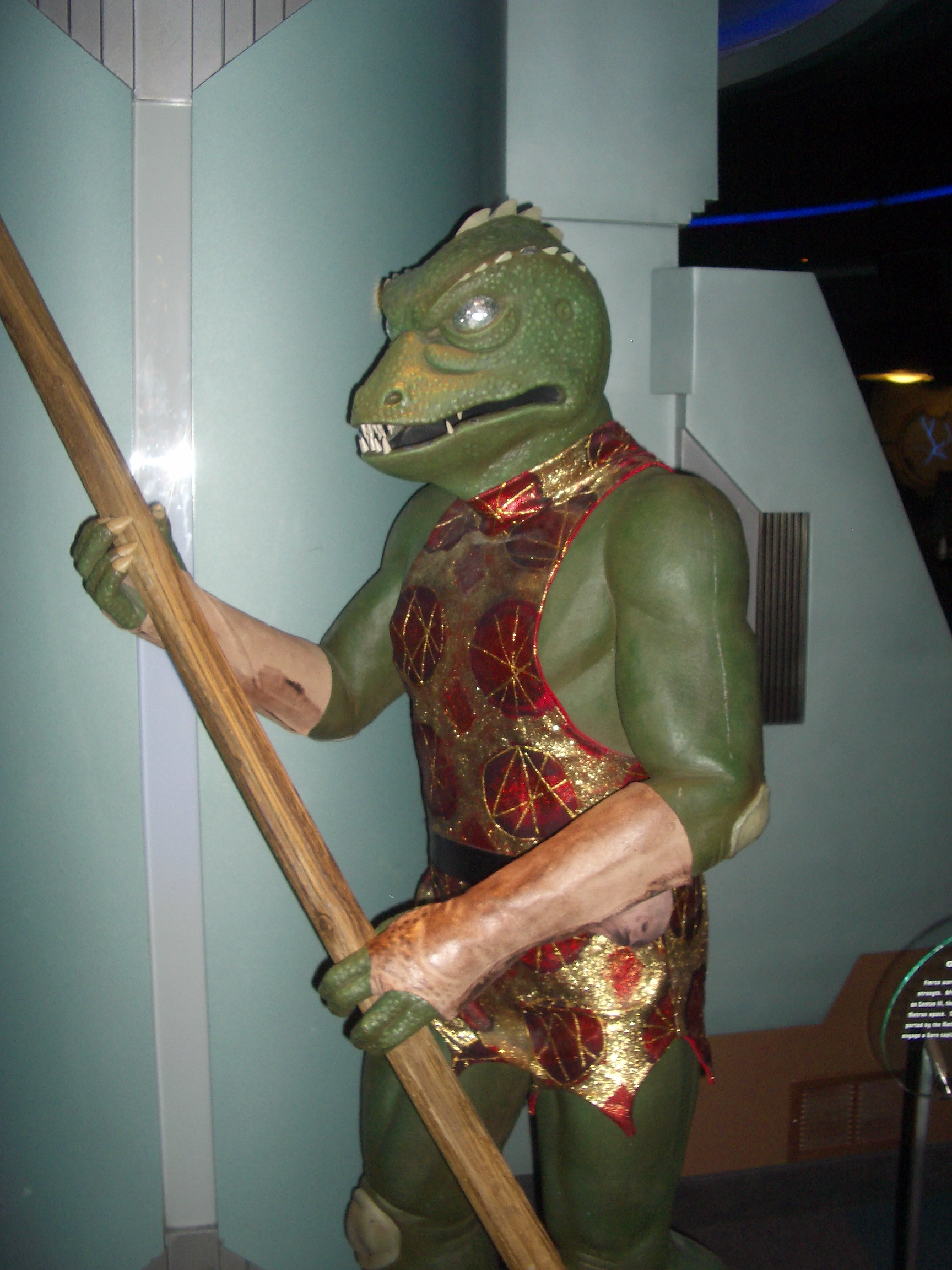
Een Gorn, in 1967 een ras in Star Trek

Reptilians zijn fictieve reptielen of reptielachtige wezens, die een rol spelen in sciencefiction, fantasieliteratuur en mythologie, maar ook in pseudowetenschap en complottheorieën. Ze worden beschreven als mensachtige, intelligente levensvormen, die zich in veel gevallen door gedaanteverwisseling kunnen voordoen als mensen. De term wordt ook gebruikt voor echte mensen die aangestuurd zouden worden door reptielachtigen. Afhankelijk van het verhaal kan hun herkomst buitenaards zijn, of kunnen ze opduiken uit onderwerelden, verdwenen werelden zoals Atlantis of miljoenen jaren oude geologische perioden. Meestal zijn ze tweebenig en kwaadaardig; de dreiging voor mensen kan bestaan uit fysiek geweld, strategisch gebruik van macht of overheersing vanuit een hoogtechnologische beschaving. Vampirisme komt voor als het aftappen van bloed of van bestaansbronnen. 
Veel teksten over dit onderwerp zijn Engelstalig; ze worden daarin ook aangeduid als reptoids, lizard people ('hagedismensen'), reptiloids, saurians en draconians. 
Een aanzet van fictie over reptilians is er al in 1917, maar in de jaren 1930 wordt het thema populairder. Het vermogen tot regeneratie van lichaamsdelen is een veelvoorkomend motief, maar in werkelijkheid hebben reptielen zo'n vermogen niet; het betreft hier een ander verschijnsel, dat bekendstaat als autotomie. Reptilians krijgen verder een scala aan andere superkrachten aangemeten, waaronder bizarre spierkracht en schubben die hun een gepantserde huid geven. Ook zijn ze soms extreem snel, terwijl koudbloedige reptielen dat gewoonlijk niet zijn.
De opvatting dat reptilians in veel landen de samenleving beheersen bestaat minstens sinds 1998, maar behoort niet tot de populairste complottheorieën. Deze dystopie staat bekend als de Reptoid Hypothesis en de meest prominente verkondiger is de rechts-esoterische publicist David Icke.

## Afbakening
Het zelfstandig naamwoord reptilian in de zin zoals hier gebruikt, is weinig gangbaar in het Engels en de Oxford English Dictionary heeft het pas in 2009 opgenomen. Het verwante Lexico geeft de letterlijke betekenis 'zoals een reptiel' voor het bijvoeglijk naamwoord. Afgeleid en overdrachtelijk is het 'afstotelijk, weerzinwekkend'. Merriam-Webster geeft als overdrachtelijke betekenis 'koudbloedig onbetrouwbaar'. De Cambridge Dictionary geeft 'onprettig, vreemd en afstandelijk'. Deze woordenboeken noemen het zelfstandig naamwoord enkel als synoniem voor reptiel. Synoniemen zoals 'lizard people' en 'reptoid' zijn niet opgenomen in deze naslagwerken. De Urban Dictionary, waar iedereen een definitie kan plaatsen, noemt reptilians als 'ras in de vierde dimensie dat ons overheerst'.
Het gebrek aan gezaghebbende afbakening laat ruimte voor interpretatie. Een sprekend dier zoals de slang in het paradijs, die de zondeval uitlokt, heeft de typerende rol van arglistige vijand van de mensheid, maar behalve de spraak is er weinig menselijks aan. Dat geldt ook voor de Japanse tsuchinoko, die naast de neiging tot liegen nog een voorkeur voor alcohol heeft.
Voor het Wikipedia-artikel is als afbakening aangehouden, dat reptilians lichamelijk én geestelijk trekken moeten hebben die aan mensen en reptielen worden toegeschreven. De Egyptische god Sobek voldoet daaraan met een krokodillenkop op een menselijk lichaam; zie ook Krokodilachtigen in de cultuur. In moderne verhalen is een reptielenlichaam gangbaar.
Het is niet altijd uit te maken of een wezen amfibieachtig of reptielachtig is en voor de verhaallijnen is het niet van belang, dus dat onderscheid wordt niet gemaakt.

## In fantasy

### Uitwisseling rondWeird Tales
Michael Barkun, een Amerikaanse politicoloog, brengt in zijn boek A Culture of Conspiracy : Apocalyptic Visions in Contemporary America het idee van kwaadaardige mensachtige reptielen in verband met het verhaal The Shadow Kingdom, dat Robert E. Howard in 1929 publiceerde in het pulptijdschrift Weird Tales. Daarin moet de hoofdrolspeler, koning Kull uit Atlantis, vechten tegen gedaanteverwisselende serpent-mensen, aanbidders van het Grote Serpent, die vanuit hun schaduwrijk de heerschappij over de mensheid willen krijgen. Zij zijn er in twee gedaanten: de oudste zijn de reptielachtige Serpent Men met slangenkoppen, die met magie een illusie van menselijkheid kunnen opwekken. Hun opvolgers zijn de Man-Serpents, die op hun slangenlichamen mensenhoofden hebben, waaruit bij wijze van haar kleinere slangen groeien, zoals bij Medusa. 
Volgens Barkun werden de reptilians als motief overgenomen en gepopulariseerd door andere auteurs van Weird Tales. Zo maakte Clark Ashton Smith (1893–1961) gebruik van de mythe en de slangen. HP Lovecraft (1890–1937) voerde slangenmensen op en gebruikte Howards plaatsnamen in zijn verhaal The Haunter of the Dark (1936), een deel van de Cthulhu-mythe.

#### Visachtig
Lovecraft beschrijft in zijn novelle The Shadow over Innsmouth uit 1931 de Deep Ones. Hij duidt deze sluwe wezens weliswaar aan als visachtig, maar ook als humanoïde en hij gebruikt enkele motieven die later gangbaar werden bij reptilians: ze hebben poten waarmee ze over land kunnen lopen en ze kunnen paren met de menselijke kustbewoners, wat een hybride ras oplevert van wezens die eerst mensachtig zijn en zich pas later ontpoppen als vrijwel onsterfelijke Deep Ones. De wezens zijn een uitwerking van de afgrijselijke schepsels die Lovecraft al in 1917 in zijn kortverhaal Dagon opvoerde en zijn daarmee ouder dat Howards verhaal The Shadow Kingdom.

### Marvel Comics
Ook Marvel Comics is schatplichtig aan Howard: begin jaren 70 verschenen reptilians als tegenstanders van Conan de Barbaar, een door Howard geschapen figuur. Sindsdien zijn er in het Marvel-universum vele tientallen mutanten verschenen, waarvan vele met reptielenkenmerken, onder andere in de X-Men-reeks. 
Uit 1983 dateert Killer Croc, een krokodilachtige superschurk en tegenstander van Batman. Hij lijkt te lijden aan een agressieve vorm van atavisme, zodat hij kenmerken vertoont van evolutionaire voorlopers van de zoogdieren. Zijn huid is door een huidziekte zo hard dat veel kogels hem niet deren. Hij kan zeer snel genezen en lichaamsdelen regenereren. Ook beschikt hij over bovenmenselijke kracht en zeer snelle reflexen. In het water is hij net zo thuis als een echte krokodil. Zijn uiterlijk varieert van vrij menselijk tot zeer reptielachtig en ook zijn intelligentieniveau verschilt per strip, van normaal menselijk tot volslagen onnadenkend en impulsief.
Enkele reptielachtigen anno 2020:
- De wetenschapper Dr. Curtis "Curt" Connors, van wie een arm geamputeerd is, hoopt die te regenereren met reptielen-DNA. Het serum dat Connors gebruikt verandert hem echter in een woeste man met een hagedisachtig voorkomen. Hij wordt uit die toestand gered door Spider-Man, maar dergelijke wisselingen van uiterlijk en karakter doen zich ook in latere episoden voor.
- Bij een expeditie in Vuurland wordt Karl Lykos aangevallen door een pteranodon, een vliegend reptiel dat samen met andere voorhistorische wezens heeft overleefd in een verborgen, tropisch deel van Antarctica. Daardoor krijgt hij vampierachtige eigenschappen, zij het dat hij geen bloed opzuigt, maar energie, enkel door zijn slachtoffers aan te raken. Op het moment dat hij energie aftapt van een superschurk, wordt hij Sauron, een hybride tussen mens en pteranodon waarvan de naam ontleend is aan Tolkiens kwade genius.[5]
- Humberto Lopez, bijgenaamd Reptil, raakt verbonden met een gefossiliseerd amulet, waardoor hij zijn lichaamsdelen naar wens kan veranderen in die van dinosaurussen. Later leert hij volledig te transformeren in dinosaurussen en andere prehistorische dieren en ook in insecten. Zintuiglijke vermogens kan hij ook van dieren overnemen. Hij gebruikt zijn vermogens ten goede en is voorbestemd de dinosaurussen te redden.
- Victor Borkowski, bijgenaamd Anole, is een mutant met een geschubde huid, een sterke reptielenarm en een gevorkte tong die langer is dan zijn lichaam. Hij is snel, sterk en wendbaar en kan zich buitengewoon goed verbergen. Hij herstelt gemakkelijk van verwondingen, waarbij lichaamsdelen in reptielvorm kunnen aangroeien. Puriteinen beschouwen hem als de Antichrist, anderen zien hem als voorbestemd voor het goede.
- De Green Goblin wordt niet officieel aangeduid als reptilian, maar wordt wel zo opgevat[6] en heeft typerende kenmerken: de groene kleur, waanzin, superkrachten en regeneratie van lichaamsdelen door een chemische cocktail.

### Power Rangers
In Power Rangers: Time Force, het negende seizoen van de televisieserie Power Rangers, komen tientallen mutanten voor, sommigen met reptielenkenmerken. Zie Mutanten in Power Rangers: Time Force. Reptielachtig zijn in elk geval Fearog (gekko), Turtlecon (schildpad), Chameliacon (kameleon) en Serpicon (reuzengordelstaarthagedis).

### Teenage Mutant Ninja Turtles
De Teenage Mutant Ninja Turtles worden zelden aangeduid als reptilians, maar voldoen als tweebenige, antropomorfe schildpadden wel aan de omschrijving.

### Pokémon
In Pokémon komen wezens voor die in uiterlijk of naam naar reptielen verwijzen, zoals Silicobra, Sandaconda en  Golem. Die laatste zijn schildpadachtige schepsels met rotsachtige huid en kop, die behalve hun tweebenigheid weinig menselijks hebben.

## In sciencefiction
Reptilians komen veel voor in sciencefiction. Enkele voorbeelden:

### V
De tv-serie V (1983–1985) en de remake V (2009–2011) laten zien hoe de mensheid omgaat met de komst van buitenaardse reptilians. Sommigen hopen op samenwerking, anderen plegen verzet.

### Enemy Mine
In 1979 schreef Barry B. Longyear de novelle Enemy Mine, over twee gevechtspiloten, Willis Davidge en Jeriba Shigan. De ene is een man, afkomstig van de Aarde, de andere is een tweebenige reptielachtige, aseksuele Drac van de planeet Dracon. Na een gevecht zijn beider ruimteschepen neergestort op een onherbergzame planeet. Hoewel ze tot vijandige rassen en legers behoren en verschillende talen spreken, moeten ze samenwerken om te overleven. De plot werd in 1985 gebruikt als uitgangspunt voor de film Enemy Mine. Longyear publiceerde in 1988 een veel langere versie van het verhaal, die gebaseerd was op de film.

### Uplift
In het Uplift-universum van de Amerikaanse auteur David Brin (1950) worden de Soro afgeschilderd als vier meter lange, eierleggende, buitenaardse wezens, die vijandig staan tegenover mensen.

### Perry Rhodan
In de eerste afleveringen van de stuiversromans rond Perry Rhodan – sciencefiction uit de jaren zestig – kwamen de mensen (Terrans) in conflict met de reptielachtige Topiders, technologisch hoog ontwikkelde, hagedisachtige bewoners van het zonnestelsel rond Betelgeuze.  

### Doctor Who
In de serie Doctor Who komen de Siluriërs voor, genoemd naar het Silurische tijdperk, hoewel vernoeming naar het veel recentere Eoceen beter zou zijn. Miljarden jaren geleden voorzag hun beschaving een botsing tussen de Maan en de Aarde, waarna ze zichzelf in een soort winterslaap brachten. Voor hun ontwaken hadden ze energie nodig, die pas in bruikbare vorm beschikbaar kwam toen de mensheid kernenergie ging gebruiken. In het verhaal tapten ze die af van een Britse kernreactor. Na mislukte en gedwarsboomde bemiddelingspogingen leidt wederzijds wantrouwen tussen mensen en Siluriërs tot een escalerende strijd, waarna de Siluriërs vernietigd worden. Dit tot afgrijzen van The Doctor, die dit als genocide beschouwt. 

### Star Trek
In de oorspronkelijke Star Trek-serie kwamen in 1967 de Gorn op: rechtop lopende wezens die met hun slome bewegingen soms de lachlust van de kijkers opwekten, maar in het verhaal dodelijk kunnen zijn. 
In Distant Origin, een aflevering uit 1997 van de Star Trek-serie Voyager, kapen de Voth met hun negen kilometer lange ruimteschip de Voyager. Deze buitenaardse, technologisch hoogontwikkelde wetenschappers en strijders stammen af van de Parasaurolophi, een geslacht van hadrosauridae uit het Krijttijdperk. De titel van de aflevering verwijst naar deze 'verre herkomst', die als hypothese bekend is bij hun wetenschappers, maar afgewezen wordt in de heersende ideologie. 
Het hele derde seizoen van Star Trek: Enterprise, begonnen in 2003, draait om Xindi-reptilians, waarvan een deel een mensachtig voorkomen heeft. Misleid door de Sphere Builders proberen ze eerst de mensheid uit te roeien, maar later worden ze bondgenoten.

### Star Wars
Tientallen volken in Star Wars hebben meer of minder reptielachtige of amfibieachtige trekken. Enkele vrij willekeurige voorbeelden: 
Trandoshan zijn bruingroene, hagedisachtige, vleesetende humanoïden die jagen voor hun plezier. Bij hun planeet hebben ze een maan als jachtreservaat, waar ze elders gevangen soorten loslaten. Ze hebben klauwen die op messen lijken, in tegenstelling tot de Saurins, die mensachtige handen hebben maar verder op hen lijken. Tot ze volwassen zijn kunnen ze beschadigde lichaamsdelen laten aangroeien. Een van hen, Sochek, draagt een bril met amberkleurige glazen en is gebaseerd op Walter Sobchak, een personage uit de film The Big Lebowski.
Duros en Neimoidians hebben een onbehaarde, grijsgroene tot blauwachtige huid en leggen eieren. De Duros zijn een avontuurlijk en dapper volk van ruimtevaarders, die noodgedwongen zijn gaan wonen in satellietsteden die om hun planeet cirkelen. Neimoidians stammen af van de Duros maar zijn voorzichtig, manipulatief en wantrouwig. Het zijn handelaren die als laf beschouwd worden en alle fysieke werk overlaten aan tamme kevers of aan soortgenoten die door harde opvoedmethoden klein gebleven zijn. Ze hopen het contact te herstellen met de Duros, die hen minachten. 
Niet zozeer reptielachtig, maar eerder amfibieachtig zijn de Gungan, met als bekendste vertegenwoordiger Jar Jar Binks, die in 1999 zijn opwachting maakte in The Phantom Menace. Zijn volk staat eerst vijandig tegenover de mensheid, maar draait bij. Hijzelf is ietwat sukkelig, een komische noot in het verhaal.

## In de samenleving

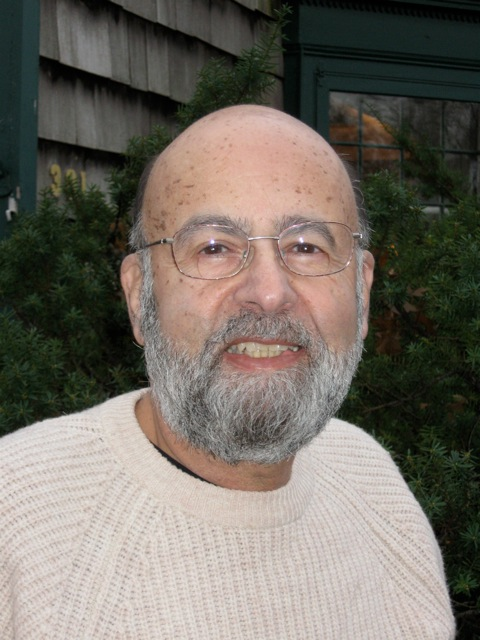
Michael Barkun, gespecialiseerd in politiek en religieus extremisme

De filosoof en jurist Cees Zweistra onderscheidt in zijn boek Waarheidszoekers klassieke en nieuwe complottheorieën, waarbij de reptilian-gedachte tot de nieuwe variant behoort. De klassieke variant baseert zich op historische gebeurtenissen, bijvoorbeeld de complottheorieën over de aanslagen op 11 september 2001. De nieuwe variant is volgens Zweistra nergens op gebaseerd en is daardoor niet falsifieerbaar. In een interview met Trouw komen de reptilians zijdelings aan de orde. Over complotdenkers stelde hij: Ze zijn niet gek, ze zijn niet dom. Ze zijn slecht. Over reptilians: Vergis u niet, er zijn minder Nederlanders die zondag naar de mis gaan dan die in dat idee van reptilians geloven. Zulke waarheden vallen niet te ontkrachten, ze zijn wáár in die groep, daarbuiten hebben ze geen betekenis.
Roxane van Iperen stelt dat de opvattingen van Icke en Baudet (zie onder) eeuwenoud antisemitisme in een nieuw jasje zijn. Zij waarschuwt voor onderschatting en, verwijzend naar een rapport van Lighthouse Reports en Bellingcat, ziet ze een netwerk van complot-influencers die actualiteiten en thema's 'kapen' voor een rechts-radicale agenda. Een rapport van die onderzoekscollectieven, dat overigens de reptilians niet noemt maar over QAnon gaat, noemt voorbeelden van snelle verspreiding van complottheorieën en signaleert in Duitsland merchandise eromheen, waarmee ze een verdienmodel worden.
In een Amerikaanse enquête uit 2013 stelde vier procent van de respondenten te geloven dat reptilians de samenleving beïnvloeden, maar de methodiek laat ruimte voor interpretatie. Time noemde het geloof in een 'reptilian elite' in een overzicht van tien hardnekkige complottheorieën. Deze elite zou verantwoordelijk zijn voor uiteenlopende gruweldaden, zoals de Holocaust, de bomaanslag in Oklahoma City en de aanslagen op 11 september 2001. Niet alleen politici en zakenmensen zouden tot de reptilians behoren, maar ook winnaars van Oscars en Grammy's.

### Dulce Base
Buitenaardse invasies van reptilians komen voor in ufologische teksten over een vermeende ondergrondse basis in Dulce, in de Amerikaanse staat New Mexico. In 1979 beweerde Paul Bennewitz (1927–2003), een zakenman uit Albuquerque, dat hij radiocommunicatie tussen buitenaardse ruimtevaartuigen en een aardse basis in New Mexico had onderschept. Daaruit ontstond al snel een narratief rond een groep buitenaardse wezens. Aanvankelijk waren dit greys, later neigden de beschrijvingen steeds meer naar wezens met reptilian-kenmerken. De groep had in een geheim contract met de CIA het recht verkregen om de basis te gebruiken, maar schond de voorwaarden: er zijn meldingen van vuurgevechten met Amerikaanse veiligheidsdiensten en huiveringwekkende experimenten rond ontvoeringen door buitenaardse wezens. Volgens Michael Barkun zijn deze speculaties deels gebaseerd op de geheimzinnigheid rond de ondergrondse nucleaire schuilplaatsen die tijdens de Koude Oorlog in de VS zijn gebouwd. Anderzijds wijst hij op sporen van de eerder genoemde fantasyliteratuur en op de ideeën van de theosofe Helena Blavatsky (1831–1891), die stelde dat de inwoners van Atlantis bij hun ondergang een wereldwijd intact stelsel van ondergrondse gangen nagelaten hadden. 

### David Icke

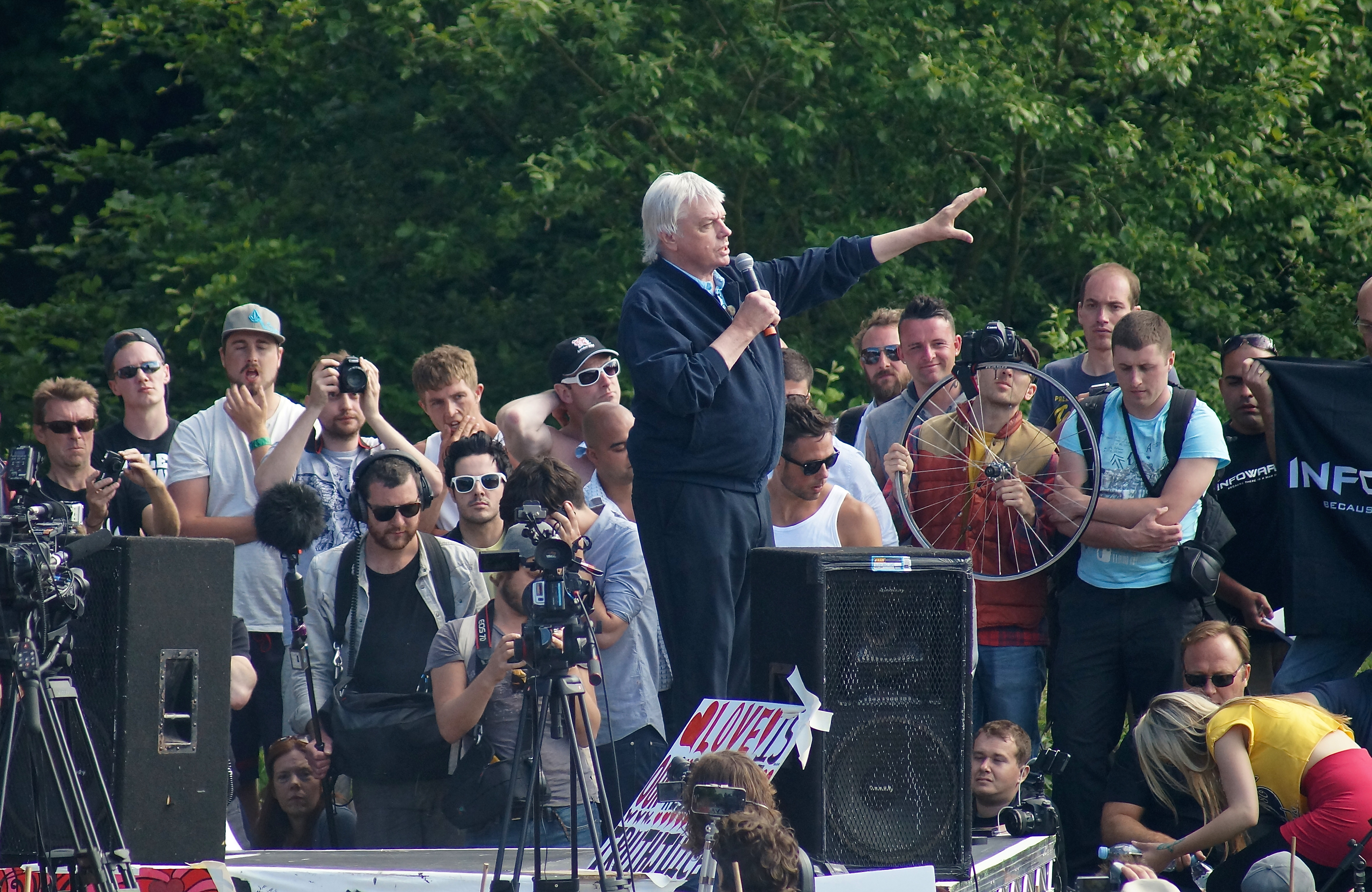
David Icke, 7 juni 2013

De rechtse esotericus David Icke publiceerde in zijn boek And the Truth Shall Set You Free voor het eerst over buitenaardse wezens die duizenden jaren geleden de aarde gekaapt hebben en sindsdien de geest van de mensen beheersen. Hij noemt hen de Gevangenbewaarders (Prison Warders), met aan het hoofd een Luciferisch Bewustzijn (Luciferic Consiousness). Icke stelde toen dat veel invloedrijke mensen, waaronder Joden en vrijmetselaars, eigenlijk hybriden zijn tussen mensen en buitenaardsen. In dit boek uit  1995 beschrijft hij deze heersende groep nog niet als reptielen. Die duiken voor het eerst op in het boek The Biggest Secret uit 1998, waarin hij twee Britten interviewt die hun koninklijke familie omschrijven als gekroonde reptielen. In later werk combineert hij deze elementen en blijkt dat de buitenaardsen reptielachtig zijn.
Icke verweeft verhalen uit complottheorieën en esoterie met pseudowetenschap zoals leylijnen en het reptielenbrein dat alle mensen zouden hebben. Hij heeft zijn opvattingen in de loop van de jaren aangepast en brengt nieuwe elementen in terwijl andere niet meer genoemd worden. In latere versies zijn de reptilians afkomstig uit het sterrenbeeld Draco en nemen ze een menselijk uiterlijk aan om de politiek te beheersen. Hiervoor zouden ze menselijk bloed nodig hebben, wat een verklaring zou zijn voor vampirisme en massaal ritueel misbruik van kinderen. De reptielen, door hem Annunaki genoemd, gebruiken menselijke angst als energiebron. Volgens Icke worden de hoogste politici beïnvloed door deze wezens en hun afstammelingen. Zij zouden ook achter genootschappen als de Illuminati en de Vrijmetselaars zitten. In 2012 voegde hij aan zijn narratief toe dat de maan in werkelijkheid een ruimteschip is, waarschijnlijk een uitgeholde planetoïde. Ze hebben daar een basis en de reptielachtige Illuminati zenden er een frequentie uit die ons beeld van de werkelijkheid verandert.
Hoewel Ickes opvattingen gekenmerkt worden door doemdenken, zitten er ook utopische elementen in: de overheersing zou te doorbreken zijn door vredesverdragen met de reptilians.
De hybriden maken volgens hem deel uit van een geheime en occulte, piramideachtige organisatiestructuur. Volgens critici doelt Icke op Joden als hij over die organisatie spreekt, maar anderen ontkennen dat hij een antisemiet is. Aan de top van de piramide staat een "Babylonische Broederschap", die gedomineerd wordt door de Illuminati. Al in 1999 stelde hij dat de Britse koningin Elizabeth II een lid van deze Broederschap was. Later werden andere leden van de Engelse koninklijke familie aangemerkt als reptilians, evenals koningin Beatrix en de voltallige Europese koningshuizen en ook Sumerische koningen en Egyptische farao's. Daarnaast in elk geval ook William J. Jefferson, Bill Clinton, Hillary Clinton, Barack Obama, George H.W. Bush en George W. Bush. De meerderheid van de Amerikaanse presidenten is volgens Icke reptielachtig. Ook de Rothschilds behoren tot deze groep. Hij duidt hen aan als Rothschild Zionists en Ickes schrikbeelden beschuldigen bijzonder vaak Israël en de Verenigde Staten. Tevens is zijn narratief in hoge mate geseksualiseerd. De commentaren op zijn uitlatingen richten zich vooral op de Joodse thema's.
De Broederschap bestuurt volgens Icke diverse andere internationale organisaties, waaronder de Verenigde Naties, het Internationaal Monetair Fonds, de Bilderberggroep en de Vrijmetselaars. De Broederschap bevordert genocide, oorlog en het afslachten van dieren. De Nieuwe Wereldorde zou het doel van deze bloedzuigende, buitenaardse hagedissen zijn.    
Volgens Icke bestaan er van oudsher verhalen rond hybriden van mens en reptiel; zulke wezens zouden John F. Kennedy en prinses Diana vermoord hebben en ook achter de aanslagen op 11 september 2001 zitten. Icke heeft de reptilians naar voren gebracht bij toespraken in tientallen landen en zijn theorieën spreken zowel hippieachtige vrijdenkers als ultrarechtse fanatici aan. De Britse neonazigroep Combat 18 beveelt zijn werk aan en in Amerika is er interesse vanuit de extreemrechtse, conservatieve groep Christian Patriots.

### Thierry Baudet
„Ik ben een complotdenker. Ik geloof dat we worden geregeerd door een globaal complot van kwaadaardige reptielen. De enige globale speler die daar tegen ingaat, is Vladimir Poetin. Dus ik ben een fan van Poetin. Hij is onze Dark Knight. Hij is de held die we nodig hebben, de man die globalisten ontmaskert.”
„De ’speciale militaire operatie’ is een succes. Poetin ontmaskert de beesten. Ik denk dat hij gaat winnen. En als hij wint dan betekent dat de vernietiging van de globalistische beweging van het ’Amerikaanse Rijk’.”

„Daarom vind ik het belangrijk om mij uit spreken. Ik ben de enige die zegt dat Poetin een held is en moet winnen en dat wij alles moeten doen om hem te ondersteunen. Het is vreemd dat ik de enige ben.”
Thierry Baudet, de politiek leider van de Nederlandse partij Forum voor Democratie, duidde wereldleiders aan als reptielen. Hij gaf in een interview met het YouTube-kanaal Geopolitics & Empire aan dat het intellectuele niveau van regeringsleiders tegen zou vallen. Ze zouden niet op grond van inhoudelijke kennis beslissen, maar naar elkaar en de media kijken. Daardoor zijn ze makkelijk te manipuleren door de echte heersers achter de coulissen, zoals de financiële instituties of de CEO van Pfizer. Hij stelde: Ik ben dus absoluut een complotdenker. Ik geloof dat we bestuurd worden door een wereldwijde samenzwering van kwaadaardige reptielen, maar ik denk niet dat nationale politici in het complot zitten. Hij beschouwt hen als teleurstellend zwakke tegenstanders.
Na kritiek liet Baudet weten dat de reptielen natuurlijk bedoeld waren als metafoor voor "een soort onmensen, reptielen, machines. Gevoellozen kortom". Deze afzwakking werd in de media en in de Tweede Kamer niet geloofwaardig gevonden.

### NWOFakten en Merkel
Het YouTubekanaal NWOFakten, bekend om zijn complottheorieën, beweerde in de zomer van 2019 dat de Duitse bondskanselier Angela Merkel op afstand bestuurd werd door een onzichtbare reptilian (demoon). De 'patriottische frequentie' van het Duitse volkslied zou hem gehinderd hebben en dat zou de oorzaak zijn van Merkels tremor bij enkele officiële gelegenheden. Voor toelichting verwijst de video naar de film Mars Attacks! waarin Slim Whitmans nummer Indian Love Call de hoofden van marsmannen laat ontploffen. Deze film, gewoonlijk beschouwd als een parodie, zou een verkapte voorlichtingsfilm zijn.